# Roberto Vaquero Arribas
Roberto Vaquero Arribas   (Madrid, 21 de maig de 1986) és un polític, historiador i escriptor espanyol, president del Front Obrer des de juny de 2022 i secretari general del Partit Marxista-Leninista (Reconstrucció Comunista) des d'octubre de 2021.
Col·labora habitualment com a columnista en la revista Zenda amb la seva secció pròpia, El Baluarte, i forma part del Comitè Científic Internacional de la revista La Razón Històrica. Audiovisualment, té un canal de divulgació i crítica política en YouTube, i col·labora assíduament en el programa televisiu Horizonte d'Iker Jiménez a Cuatro.